# Walter Köberle
Walter Köberle (ur. 13 stycznia 1949 w Kaufbeuren) – niemiecki hokeista grający na pozycji napastnika (centra), reprezentant kraju, olimpijczyk, trener, działacz hokejowy.

## Kariera
Walter Köberle karierę sportową rozpoczął w juniorach ESV Kaufbeuren, gdzie w przed sezonem 1965/1966 przeszedł do profesjonalnej drużyny klubu, z którą w sezonie 1966/1967 spadł do Oberligi, jednak w sezonie 1968/1969 po wygranej decydującej rywalizacji z Kölner EK (4:4, 5:2) powrócił do Bundesligi.
Po sezonie 1970/1971 został zawodnikiem Düsseldorfer EG, w którym szybko stał się ulubieńcem klubu, w którym grał do końca sezonu 1980/1981. Zdobył z tym klubem dwukrotnie mistrzostwo (1972, 1975), trzykrotnie wicemistrzostwo Niemiec (1973, 1980, 1981) oraz zajął 3. miejsce w Bundeslidze w sezonie 1973/1974.
W sezonie 1981/1982 reprezentował barwy Kölner EC, z którym zajął 3. miejsce po wygranej decydującej rywalizacji z EV Landshut 2:1 (7:4, 6:8, 7:2), po czym wrócił do Düsseldorfer EG, w którym po sezonie 1982/1983 po raz pierwszy zakończył karierę sportową, będąc wówczas dziewiątym najlepszym punktującym w historii Düsseldorfer EG.
W 1985 roku wznowił karierę sportową, reprezentując w sezonie 1985/1986 barwy występującego w Oberlidze Neusser SC, po czym ostatecznie zakończył karierę sportową.

## Kariera reprezentacyjna
Walter Köberle w latach 1968–1978 w reprezentacji RFN rozegrał 79 meczów, w których zdobył 29 punktów (21 goli, 8 asyst) oraz spędził 40 minut na ławce kar. Uczestniczył na turnieju olimpijskim 1976 w Innsbrucku, w którym z reprezentacją RFN pod wodzą selekcjonera Xavera Unsinna zdobył pierwszy od 44 lat medal olimpijski – brązowy medal. W październiku tego samego roku za ten sukces wraz z innymi wraz z kolegami z reprezentacji RFN otrzymał z rąk ówczesnego kanclerza Niemiec, Helmuta Schmidta Srebrny Liść Laurowy.
Ponadto 5-krotnie uczestniczył w mistrzostwach świata (1969, 1975 – awans do Grupy A, 1976, 1977, 1978).

## Kariera trenerska
Walter Köberle po zakończeniu kariery sportowej rozpoczął karierę trenerską. W sezonie 1984/1985 roku prowadził Düsseldorfer EG U-20, a w latach 1986–1993 prowadził w Düsseldorfer EG drużyny U-16, U-18 i U-20.
W 1991 roku wraz z Friedhelmem Raspelem wydał książkę pt. „Hokej na lodzie – od juniora do mistrza”. W latach 1991–1992 był asystentem selekcjonera Jima Settersa w reprezentacji Niemiec U-18. W sierpniu 1993 roku został trenerem Eisbären Berlin, jednak przed rozpoczęciem sezonu 1993/1994 z powodów zdrowotnych musiał zrezygnować z tej funkcji. W sezonie 1994/1995 prowadził występujący w I lidze niemieckiej Neusser SC, a w latach 1995–1997 prowadził występującego w tych samych rozgrywkach EV Duisburg.
Po awansie Düsseldorfer EG do ligi DEL w sezonie 1999/2000, był w sezonie 2000/2001 asystentem trenera Gerharda Brunnera w tym klubie, równocześnie będąc menedżerem generalnym w reprezentacji Niemiec U-18.
W październiku 2004 roku został trenerem DEG Metro Stars, jednak po trzech meczach w sezonie 2004/2005 został zastąpiony przez Butcha Goringa. Potem był dwukrotnie liderem zespołu w latach 2005–2006 i 2008–2009, gdzie odpowiadał za organizacje wyjazdów oraz spraw zawodników, a także asystentem trenera klubu w latach 2007–2008 i 2009–2010.
W styczniu 2012 roku zastąpił Lance'a Nethery'ego na stanowisku dyrektora klubu, który wkrótce powrócił do nazwy Düsseldorfer EG. Funkcję sprawował do końca sezonu 2013/2014.
13 stycznia 2013 roku na domowym obiekcie klubu, ISS-Dome został uhonorowany za swoją pracę w klubie jako zawodnik i działacz: na suficie obiektu zainstalowano baner z numerem 13, w jakim grał jako zawodnik.

## Sukcesy

### Zawodnicze
ESV Kaufbeuren
- Awans do Bundesligi: 1969

Düsseldorfer EG
- Mistrzostwo Niemiec: 1972, 1975
- Wicemistrzostwo Niemiec: 1973, 1980, 1981
- 3. miejsce w Bundeslidze: 1974

Kölner EC
- 3. miejsce w Bundeslidze: 1982

Reprezentacyjne
- Brązowy medal zimowych igrzysk olimpijskich: 1976
- Awans do Grupy A mistrzostw świata: 1966, 1975

### Indywidualne
- Członek Galerii Sław Niemieckiego Hokeja na Lodzie
- Zastrzeżony numer w Düsseldorfer EG: numer 13

### Odznaczenia
- Srebrny Liść Laurowy: 1976